# Reinhard Merkel

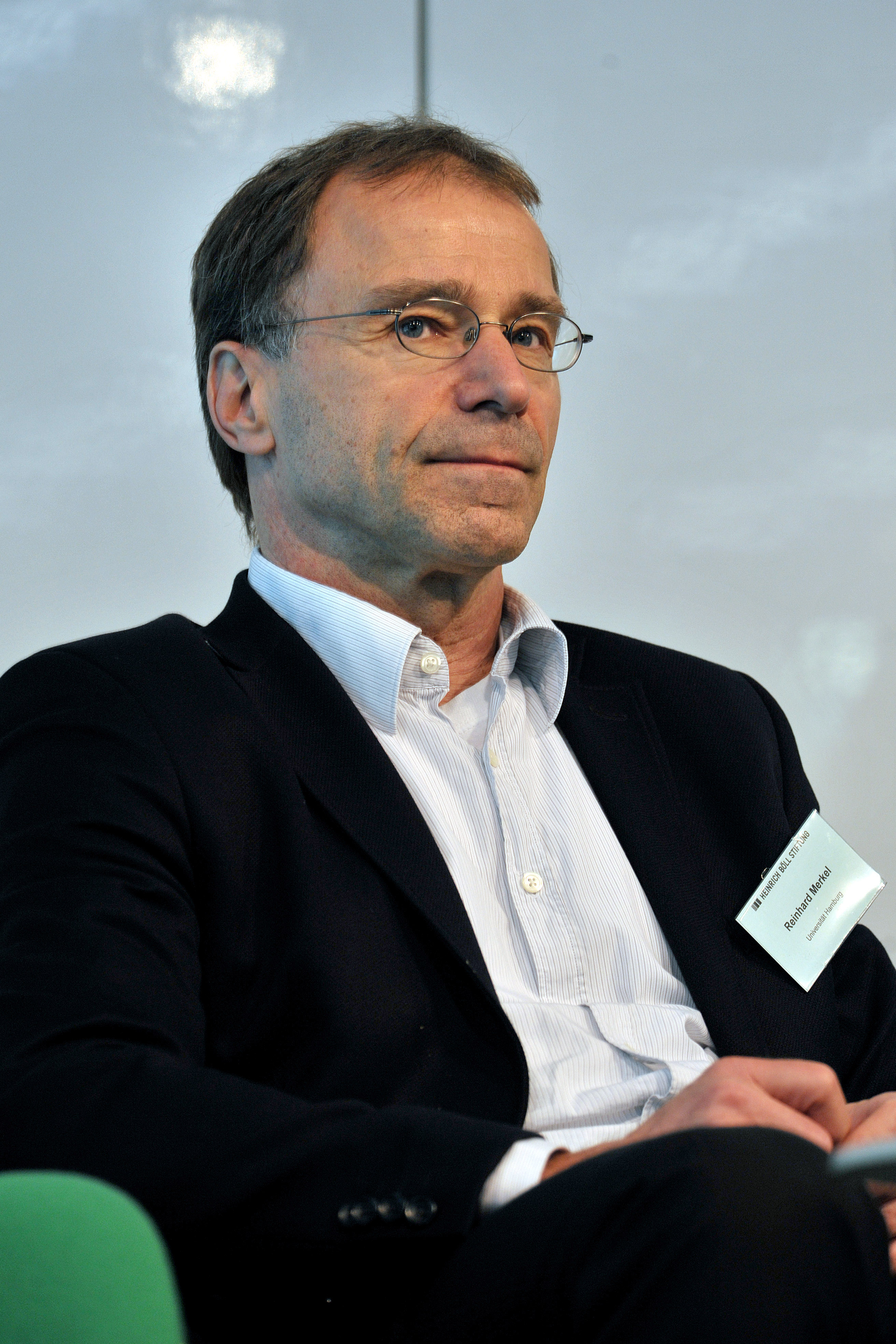
Reinhard Merkel (2011)

Reinhard Merkel (* 12. April 1950 in Hof) ist ein emeritierter deutscher Professor für Strafrecht und Rechtsphilosophie an der Universität Hamburg. Von 2012 bis 2020 war er Mitglied im Deutschen Ethikrat.

## Leben
Reinhard Merkel stammt aus einem fränkisch-protestantischen Elternhaus. Die Mutter ist eine promovierte Germanistin und der Vater Rechtsanwalt. Sein Bruder ist der Politikwissenschaftler Wolfgang Merkel. Merkel nahm als Schwimmer an den Olympischen Spielen 1968 in Mexiko-Stadt teil, wo er über 400 m Lagen Sechster wurde und über 200 m Lagen in der Vorrunde ausschied. Er gehörte dem Verein Blau-Weiß Bochum an.
Danach studierte er Rechtswissenschaft an der Ruhr-Universität Bochum und der Ruprecht-Karls-Universität Heidelberg sowie Rechtswissenschaft, Philosophie und Literaturwissenschaft an der Ludwig-Maximilians-Universität München. In München legte er auch sein erstes und sein zweites Juristisches Staatsexamen ab. An der dortigen Universität war er zunächst Wissenschaftlicher Mitarbeiter am Max-Planck-Institut für ausländisches und internationales Sozialrecht und Assistent am Institut für Rechtsphilosophie. Zwischen 1988 und 1990 war er Redakteur der Wochenzeitung Die Zeit. Nach seiner Promotion im Jahr 1993 in München und Habilitation 1997 an der Johann Wolfgang Goethe-Universität Frankfurt am Main nahm er 1998 die Lehrtätigkeit auf, zunächst als Dozent an den Universitäten Bielefeld und Rostock und seit 1999 an der Fakultät für Rechtswissenschaften der Universität Hamburg. Mit Ablauf des Sommersemesters 2015 wurde Merkel emeritiert. Auf Vorschlag der Bundesregierung war er von 2012 bis 2020 Mitglied im Deutschen Ethikrat.
Im April 2020 erschien zum 70. Geburtstag Merkels eine Festschrift, zu der über 100 Autoren beitrugen. Er ist Mitglied im Beirat der Giordano-Bruno-Stiftung (gbs) sowie der beiden gbs-Einrichtungen Institut für Weltanschauungsrecht und Hans-Albert-Institut. Seit 2021 ist er Mitglied im Netzwerk Wissenschaftsfreiheit.

## Standpunkte
1983 veröffentlichte Merkel einen Verriss von Peter Sloterdijks Bestseller Kritik der zynischen Vernunft im Spiegel. Sloterdijk blase „Wind in die ohnehin prallen Segel eines landläufigen Idiotismus, der schon immer mehr Scheiße als Argumente produziert“ habe und jetzt seine theoretische Weihe bejubele. Der Germanist Klaus Laermann berichtet, Sloterdijk habe Merkel daraufhin öffentlich als „einen gekauften Schmierenschreiber“ bezeichnet.
Einer größeren Öffentlichkeit wurde Merkel mit Äußerungen zur Biopolitik bekannt. Er plädierte für die Forschung an Embryonen (siehe Embryonenschutzgesetz). Merkel veröffentlichte 2008 eine Monografie über Willensfreiheit und rechtliche Schuld. Im selben Jahr erklärte er, dass er in Notwehrsituationen zumindest die Androhung von Folter (sog. Rettungsfolter) für legitim halte. 2009 legte er mit anderen Autoren ein Memorandum zur neuroethischen Beurteilung des Neuro-Enhancements vor.
Während im Frühjahr 2011 Militärflugzeuge mehrerer NATO-Staaten Aufständische gegen den damaligen libyschen Diktator Muammar al-Gaddafi unterstützten, bezweifelte Merkel, dass das vorliegende Mandat des UN-Sicherheitsrates Legitimität verschaffe. 2012 wandte er sich gegen die gesetzliche Regelung zur Zirkumzision aus religiösen Gründen an minderjährigen Jungen. Diese sei ein massiver Eingriff in die verfassungsrechtlich geschützte körperliche Integrität des Kindes. Den vom Bundesjustizministerium vorgelegten Gesetzesentwurf kritisierte er in einem ZEIT-Interview und in einem Beitrag für die Süddeutsche Zeitung scharf.
Im Syrienkonflikt sah er 2013 auch die EU als „Brandstifter“ und kritisierte ein „suggestives Herabsetzen der Legitimationsschwelle“, um über eine indirekte Intervention einen Regimewechsel zu erreichen.
Die russische Annexion der Krim 2014 war laut Merkel zwar völkerrechtswidrig, weil sie das zwischenstaatliche Interventionsverbot verletze, aber keine Annexion, sondern die Unterstützung einer Sezession – eine Einschätzung, der Völkerrechtler wie Anne Peters und Claus Kreß widersprachen. Bei aller Empörung über das russische Vorgehen, so Merkel, sei hierzulande zudem nicht ernsthaft bezweifelt worden, dass im Ergebnis des Referendums auf der Krim der authentische Wille einer großen Mehrheit der Krim-Bevölkerung zum Ausdruck kam. Ob die amtlichen Ergebnisse im Einzelnen korrekt waren, sei dafür ohne Belang.
Im November 2017 veröffentlichte er einen längeren Beitrag, in dem er die deutsche Flüchtlingspolitik als ein „moralisches Desaster“ bezeichnete.
Im Oktober 2018 war er Mitunterzeichner der Strafanzeigen, die im Anschluss an die Studie Sexueller Missbrauch an Minderjährigen durch katholische Priester, Diakone und männliche Ordensangehörige im Bereich der Deutschen Bischofskonferenz deutschlandweit bei den Staatsanwaltschaften am Sitz aller 27 Diözesen gestellt wurden. In der Zeit kritisierte er die Einschätzung der niedersächsischen Justizministerin Barbara Havliza (CDU) als „abwegig“, weil sie in einem Interview behauptet hatte, die Staatsanwaltschaften hätten nicht genügend Anhaltspunkte, die einen Anfangsverdacht rechtfertigten. Man solle sich nur mal vorstellen, so Merkel, eine andere Institution, ein Unternehmen beispielsweise, ginge an die Öffentlichkeit und würde zugeben, dass es intern zu tausendfachem sexuellem Missbrauch an Kindern gekommen sei. Unternehmensvertreter würden ihr tiefes Bedauern ausdrücken und sich bei den Opfern entschuldigen – und die Mitteilung der ihnen bekannten Täternamen an die Ermittlungsbehörden einfach verweigern. Die Staatsanwaltschaften würden auf der Stelle die Polizei losschicken, um Beweismittel zu beschlagnahmen. Zum Erfordernis der strafrechtlichen Aufarbeitung sagte Merkel: „Alle Formen sexuellen Missbrauchs von Kindern sind schwere Delikte. Sie zerstören nicht selten ganze Biografien schon im Kindesalter. So etwas kann nicht ausschließlich intern aufgearbeitet werden. Juristisch wie moralisch wäre das indiskutabel.“
Zur Regelung von Schwangerschaftsabbrüchen und dem Informationsrecht für Frauen und Ärzte meldet sich Merkel seit mehreren Jahren zu Wort. In der öffentlichen Anhörung des Rechtsausschusses des Bundestages zum § 219a StGB am 18. Februar 2019 kritisierte er „große rechtsstaatliche Ungereimtheiten“ im später verabschiedeten Gesetzesentwurf der Großen Koalition (CDU/CSU, SPD) und forderte die Streichung des § 219a StGB. Für die nach § 219a StGB verurteilte Ärztin Kristina Hänel legte er mit Rechtsanwalt Ali B. Norouzi eine Verfassungsbeschwerde im Februar 2021 vor.
In Fragen der Sterbehilfe setzt sich Merkel für eine freiheitliche Selbstbestimmung am Lebensende ein. So bekräftigte er 2018 in der FAZ im Streit mit Udo Di Fabio, welcher zuvor ein Gutachten für das Bundesinstitut für Arzneimittel und Medizinprodukte (BfArM) erstellt hatte, dass gemäß dem Urteil des Bundesverwaltungsgerichts (BVerwG) vom 2. März 2017 der Staat in Fällen extremer Notlage eines Patienten verpflichtet sei, den Erwerb des Betäubungsmittels Natrium-Pentobarbital ausnahmsweise auch zum Zweck eines Suizids zu erlauben. Im Gesundheitsausschuss des Bundestages empfahl Merkel eine Rechtsbereinigung. Das BVerwG habe eine „rechtlich wie ethisch rundum überzeugende Entscheidung“ getroffen. Der Gesetzgeber solle diese Entscheidung bei einer Neuregelung „nicht zum Schaden aller zurücknehmen“, sondern ihr „in Gesetzesform ausdrücklich und zweifelsfrei Geltung verschaffen“. Was die Möglichkeiten der Palliativmedizin betreffe, so fügte Merkel an, sei Leid nicht dasselbe wie Schmerz und könne über dessen Präsenz und Wirkung weit hinausreichen. Im Februar 2020 bewertete er die Nichtigerklärung des 2015 eingeführten § 217 StGB durch das Bundesverfassungsgericht als „richtig und klug“. Der Gesetzgeber solle diese Frage nicht mit dem Strafgesetzbuch, sondern mit dem Ordnungswidrigkeitenrecht klären. Merkel: „Dann haben wir eine liberale, autonomie-freundliche Regelung dieser ganzen Sphäre.“
In der Debatte um Triage-Entscheidungen bei der Zuteilung oder Verweigerung von Beatmungsplätzen für COVID-19-Patienten stellte Merkel klar, dass es Tötung sei, wenn lebensrettende Maßnahmen abgebrochen werden. Ältere Menschen hätten genauso viel Recht auf Beatmung wie jüngere.
Angesichts des Russischen Überfalls auf die Ukraine 2022 warnte Merkel vor einer Katastrophe für die Menschheit. Er gehörte zu den Erstunterzeichnern des in der Zeitschrift Emma veröffentlichten Offenen Briefs vom 29. April 2022, den Intellektuelle und Künstler veröffentlichten. Sie appellieren an Bundeskanzler Scholz, bei seiner besonnenen Haltung zu bleiben und keine schweren Waffen zu liefern, aus Sorge vor weiteren Eskalationen und der Gefahr eines Atomkriegs in einem Dritten Weltkrieg.
Merkel veröffentlichte Ende Dezember 2022 zu diesem Thema auch einen Gastbeitrag in der FAZ. Merkel stellt klar, dass Russlands Angriffskrieg völkerrechtswidrig und nicht zu rechtfertigen sei. Dennoch ergebe sich für die Ukraine eine zwar nicht völkerrechtliche, wohl aber eine politisch-ethische Pflicht dazu, an Verhandlungen über eine Beendigung des Krieges teilzunehmen. Die grundsätzlich legitime Verteidigung gegen den russischen Angriff könne nicht ernsthaft ad infinitum und bis zu potentiell Millionen direkten und indirekten Kriegstoten auf beiden Seiten fortgeführt werden dürfen. Vielmehr sei auch bereits während des Krieges ständig über mögliche Wege aus dem Krieg heraus (ex bello) nachzudenken.
Helmut Philipp Aust (Professor für Völkerrecht an der FU Berlin) antwortete darauf ebenfalls in der FAZ; er schrieb unter anderem: Das Völkerrecht garantiert nicht nur der Ukraine und ihren verbündeten Staaten das Selbstverteidigungsrecht gegen den russischen Angriffskrieg. Es verbietet auch eine Anerkennung von territorialen Veränderungen, die unter Verletzung des Annexionsverbots, einer Norm des zwingenden Völkerrechts, herbeigeführt worden sind. Der (in Wiesbaden lehrende) Völkerrechtler Mathias Goldmann habe Merkels Text zu Recht kritisiert. Ebenfalls kritisiert wurde der Merkelsche Beitrag von Gwendolyn Sasse (Professorin für Politikwissenschaften an der Humboldt-Universität zu Berlin). Der Osteuropa-Historiker und vormalige Viadrina-Professor Karl Schlögel bezeichnete Reinhard Merkel im Januar 2023 sogar als „eine Stimme Putins“.

## Auszeichnungen
1991 erhielt Merkel den Jean-Améry-Preis für Essayistik. 2010 wurde er in die Leopoldina aufgenommen.

## Veröffentlichungen
- Strafrecht und Satire im Werk von Karl Kraus. Nomos-Verlags-Gesellschaft, Baden-Baden 1994, ISBN 3-7890-3549-1; Suhrkamp, Frankfurt am Main 1998, ISBN 3-518-28945-4
- mit Rainer Hegselmann (Hrsg.): Zur Debatte über Euthanasie. Beiträge und Stellungnahmen. Suhrkamp, Frankfurt 1991, ISBN 3-518-28543-2
- mit Roland Wittmann (Hrsg.): „Zum ewigen Frieden“. Grundlagen, Aktualität und Aussichten einer Idee von Immanuel Kant. Suhrkamp, Frankfurt 1996, ISBN 3-518-28827-X
- (Hrsg.): Der Kosovo-Krieg und das Völkerrecht. Suhrkamp, Frankfurt 2000, ISBN 3-518-12152-9
  - Rezension von Rudolf Walther, Die Zeit, Nr. 27/2000
- Früheuthanasie. Rechtsethische und strafrechtliche Grundlagen ärztlicher Entscheidungen über Leben und Tod in der Neonatalmedizin. Nomos-Verlags-Gesellschaft, Baden-Baden 2001, ISBN 3-7890-7151-X
  - Tötung oder Erlösung? Rezension von Matthias Ruch, Die Zeit, Nr. 18/2001
- Forschungsobjekt Embryo. Verfassungsrechtliche und ethische Grundlagen der Forschung an menschlichen embryonalen Stammzellen. Deutscher Taschenbuch-Verlag, München 2002, ISBN 3-423-36294-4
  - Lebensschutz nach Stufenplan, Rezension von Ludwig Siep, Die Zeit, Nr. 9/2003
- mit Gerard Boer, Jörg Fegert, Thorsten Galert, Dirk Hartmann, Bart Nuttin und Steffen Rosahl: Intervening in the brain. Changing psyche and society. Springer, Berlin/Heidelberg/New York, ISBN 978-3-540-46476-1
- Willensfreiheit und rechtliche Schuld. Eine strafrechtsphilosophische Untersuchung. Nomos, Baden-Baden 2008, ISBN 978-3-8329-3204-6
- mit Joachim Boos, Heiner Raspe und Bettina Schöne-Seifert (Hrsg.): Nutzen und Schaden aus klinischer Forschung am Menschen. Abwägung, Equipoise und normative Grundlagen. Deutscher Ärzte-Verlag, Köln 2008, ISBN 978-3-7691-0589-6
- Ist „Willensfreiheit“ eine Voraussetzung strafrechtlicher Schuld? In: Gerhard Roth, Stefanie Hubig, Heinz Georg Bamberger (Hrsg.): Schuld und Strafe: Neue Fragen. C.H. Beck, München 2012, ISBN 978-3-406-63546-5, S. 39 ff.
- mit Gerhard Czermak, Jacqueline Neumann, Holm Putzke (Hrsg.): Aktuelle Entwicklungen im Weltanschauungsrecht (= Schriften zum Weltanschauungsrecht, Band 1). Nomos Verlag, Baden-Baden 2019, ISBN 978-3-8487-5907-1